# Social Democratic and Labour Party
Social Democratic and Labour Party (SDLP, irsk Páirtí Sóisialta Daonlathach an Lucht Oibre) er et nationalistisk og socialdemokratisk parti i Nordirland. Ungdomspartiet hedder SDLP Youth. 
SDLP har længe været det største nationalistiske parti, men efter at Det provisoriske IRA (PIRA) erklærede våbenhvile, er Sinn Féin blevet større. Den vigtigste forskel mellem de to var, at Sinn Féin støttede brugen af våbenmagt, mens SDLP konsekvent har fordømt terrorisme. 
Partiet er repræsenteret i Europa-Parlamentet tilknyttet De Europæiske Socialdemokrater.
I 2006 havde partiet 3. repræsentanter i det britiske underhus og 18. i Nordirlands lovgivende forsamling. 